# Lepilemur randrianasoloi
Lepilemur randrianasoloi (Лепілемур Рандріанасоло) — вид приматів родини лепілемурових (Lepilemuridae). Вид був названий на честь зоолога Жоржа Рандріанасоло.

## Зовнішній вигляд
Досягають довжини тіла 22-26 см, хвіст від 25 до 29 см. Вага 0,9—1,0 кг. Хутро цих тварин переважно сірого кольору, живіт світліший. Морда відносно подовжена, очі великі, як адаптація до нічного життя. Задні ноги довгі й сильні.

## Поширення
Цей вид знаходиться в центрі західного Мадагаскару. Цей вид житель сухих листяних лісів.

## Поведінка
Мало відомо про звички цього виду. Як і всі лемури ведуть нічний спосіб життя і зазвичай залишаються на деревах. Там вони рухаються вертикально карабкаючись і стрибками. Вдень вони сплять в дуплах дерев або в густій рослинності. Дієта в основному складається з листя і плодів, бруньок та інших частин рослин.

## Загрози
Цей вид знаходиться під загрозою втрати місця існування і деградації від нестійких методів ведення сільського господарства. Цей вид зустрічається в двох сусідніх охоронних районах, англ. Tsingy de Bemaraha National Park, Strict Nature Reserve.